# 時計の針 〜愛してもあなたが遠くなるの〜
『時計の針 ～愛してもあなたが遠くなるの～』（とけいのはり ～あいしてもあなたがとおくなるの～）は、2020年2月5日にColourful Records/ELAからリリースされた木村カエラの6th配信シングル。

## 概要
- テレビ朝日系土曜ナイトドラマ「アリバイ崩し承ります」主題歌であり、同ドラマの6話で出演している[2]。
- ミニアルバム『ZIG ZAG』の先行シングルとしてリリースされた。
- ミュージックビデオが制作され、アートディレクターの吉田ユニが監督を務め、俳優の成田凌が出演している。リリースから2年半後の2022年11月にYouTubeにてミュージック・ビデオがフル尺で公開された。

## 収録内容
1. 時計の針 ～愛してもあなたが遠くなるの～